# Вершкович, Степан Антонович
Степан Антонович Вершкович (29 июля 1900 года, деревня Сельце, ныне Сморгонский район, Гродненская область —  1970-е годы, Луговая,  Московская область) — советский военный деятель, Полковник (1944 год).

## Начальная биография
Степан Антонович Вершкович родился 29 июля 1900 года в деревне Сельце ныне Молодечненского района Минской области.

## Военная служба

### Гражданская война
В мае 1919 года был призван в ряды РККА, после чего был направлен красноармейцем в 1-й запасной полк в составе Орловских пехотных курсов, вскоре стал курсантом этих курсов. В составе батальона курсантов в составе 13-й армии (Южный фронт) принимал участие в боевых действиях в районе Орла против войск под командованием генерала А. И. Деникина. С октября находился на лечении в госпитале, а затем в отпуске по болезни.
После выздоровления в феврале 1920 года был направлен красноармейцем в 13-й запасной стрелковый полк, а затем в 57-й отдельный батальон (Московский военный округ).

### Межвоенное время
В августе 1921 года был направлен на учёбу во 2-ю Московскую пехотную школу комсостава РККА, где в сентябре 1923 года назначен на должность старшины курсантской роты. После окончания школы в сентябре 1924 года был направлен в 40-й образцовый стрелковый полк, где служил на должностях командира стрелкового взвода, командира взвода полковой школы и помощника командира роты. В июле 1927 года был назначен на должность командира взвода Московской объединённой пехотной школы комсостава РККА.
С ноября 1928 года служил на должностях помощника командира и командира пулемётной роты, начальника штаба батальона в составе 50-го Краснознамённого стрелкового полка Московского военного округа.
В марте 1930 года Вершкович был направлен на учёбу на пулемётное отделение Высшей стрелковой школы усовершенствования комсостава Московского военного округа, которое закончил в июне того же года. В декабре 1931 года был направлен на учёбу на Ленинградские бронетанковые курсы усовершенствования и переподготовки комсостава РККА, после окончания которых в мае 1932 года был назначен на должность помощника начальника 1-го отделения штаба 1-й механизированной бригады имени К. Б. Калиновского (Московский военный округ), в апреле 1933 года — на должность помощника начальника штаба школы этой же бригады, в декабре того же года — на должность помощника начальника 1-го отделения штаба 20-й механизированной бригады (Московский, а с февраля 1934 года — Забайкальская группа войск ОКДВА).
С июня 1936 года Вершкович находился в правительственной командировке в Монгольской народной республике, где служил в особой бронетанковой бригаде на должностях помощника начальника 1-го отделения штаба, начальника разведывательной части штаба бригады и командира пулемётного батальона. После возвращении из командировки в декабре 1938 года был назначен на должность начальника 1-й части штаба 37-й легко-танковой бригады, дислоцированной в Калуге, а в июле 1939 года передислоцированной в Забайкальский военный округ. В апреле 1940 года был назначен на должность помощника начальника штаба этой бригады, а в июле того же года — на должность начальника штаба 34-го танкового полка (17-я танковая дивизия, Забайкальский, а затем Московский военный округ).

### Великая Отечественная война
С началом войны Вершкович находился на прежней должности и 17 июля 1941 года был назначен на должность командира этого же полка в составе Западного фронта. В ходе приграничных сражений полк под командованием Вершковича вёл тяжёлые оборонительные боевые действия на лепельском и оршанском направлениях, а затем участвовал в Смоленском сражении. За образцовое выполнение заданий командования и проявленные при этом личное мужество Степан Антонович Вершкович был награждён орденом Красного Знамени.
В августе был назначен на должность начальника штаба 17-й танковой дивизии, в сентябре — на должность начальника штаба 126-й танковой бригады, ведшей боевые действия на андреапольском направлении, в октябре — на должность помощника начальника оперативного отдела Главного штаба бронетанкового управления Красной Армии, а затем служил в штабе бронетанкового управления Брянского фронта.
В декабре 1942 года подполковник Вершкович был назначен на должность начальника штаба 19-го танкового корпуса, формировавшегося на основе резервных частей Брянского фронта. С 31 декабря 1942 по 24 января 1943 года исполнял должность командира корпуса, находившегося в резерве Брянского фронта, а в апреле корпус был включён в состав Центрального фронта, где отдельные части и соединения корпуса использовались командованием на наиболее трудных участках фронта.
В июне 1943 года Вершкович был направлен на учёбу на академические курсы усовершенствования офицерского состава бронетанковых и механизированных войск при Военной академии бронетанковых и механизированных войск, после окончания которых был назначен на должность командира 9-й гвардейской танковой бригады в составе 1-го механизированного корпуса, а в ноябре 1944 года — на должность командира 2-й танковой бригады в составе 1-го танкового корпуса Войска Польского, после чего бригада принимала участие в боевых действиях по направлении на Баутцен и Дрезден, овладев городом Ниски, выйдя к реке Шпрее и Дрездену, при этом отличившись в боях у города Баутцен. За эти бои полковник Степан Антонович Вершкович был награждён орденом Кутузова 2 степени и польскими орденами «Крест Грюнвальда» 3 класса и Возрождения Польши 3 класса.

### Послевоенная карьера
В августе 1945 года был назначен на должность начальника штаба управления командующего бронетанковых и механизированных войск Войска Польского.
С декабря того же года находился в распоряжении Управления кадров командующего бронетанковых и механизированных войск Сухопутных войск и в мае 1946 года был назначен на должность старшего офицера 5-го отдела Оперативного управления Главного штаба Сухопутных войск, в ноябре 1947 года — на должность старшего офицера 6-го, затем 1-го отделов Управления боевой подготовки Сухопутных войск, в июне 1950 года — на должность старшего офицера 3-го отдела Управления боевой подготовки береговой артиллерии, морской пехоты и СВ Главного управления боевой подготовки Морского Генерального штаба, а в сентябре 1951 года — на должность начальника 4-го отдела Управления Сухопутных войск и морской пехоты береговой обороны Военно-Морских Сил.
Полковник Степан Антонович Вершкович в июне 1953 года вышел в запас.

## Награды
- Орден Ленина;
- Два ордена Красного Знамени;
- Орден Кутузова 2 степени;
- Медали;

- Иностранные ордена и медаль, в том числе:
  - Орден «Крест Грюнвальда» 3 класса;
  - Орден Возрождения Польши 3 класса.